# Lactoferrin
Lactoferrin là kháng thể có trong sữa mẹ, giúp trẻ tăng cường hệ miễn dịch. Lactoferrin có nồng độ cao nhất trong sữa non và giảm dần đến 9 tháng thì mất hoàn toàn.

## Cấu trúc, vai trò
Lactoferrin là một loại glycoprotein (carbohydrate liên kết với protein) trọng lượng phân tử 80000 Da bao gồm 700 amino acid, thuộc nhóm Transferrin (các protein có khả năng liên kết và vận chuyển ion Fe3+). Lactoferrin được xác định là protein liên kết với sắt chính trong sữa mẹ, đặc biệt là sữa non. Các nghiên cứu sau này đã xác định thêm Lactoferrin được tiết ra từ các tuyến ngoại tiết, nước bọt và bạch cầu hạt đa nhân trung tính 
Lactoferrin được coi là một phần của hệ miễn dịch bẩm sinh. Nó tham gia gián tiếp vào các phản ứng miễn dịch đặc hiệu. Do vị trí chiến lược của nó trên bề mặt niêm mạc, Lactoferrin là một trong những hệ thống phòng thủ đầu tiên chống lại các tác nhân vi khuẩn xâm nhập vào cơ thể, chủ yếu là thông qua các mô niêm mạc. Lactoferrin ảnh hưởng đến tăng trưởng và phân bố của một loạt các tác nhân truyền nhiễm bao gồm cả vi khuẩn gram dương và âm, virus, động vật nguyên sinh hoặc nấm 
Lượng Lactoferrin đạt nhiều nhất khi mẹ sinh con và giảm dần đến khi bé được 9 tháng tuổi thì hoàn toàn biến mất. Do đó, việc bổ sung Lactoferrin thời kỳ này là rất quan trọng.